# Patricia Conde (actriz)
Patricia Eugenia Gutiérrez Salinas (Ciudad de México, 29 de mayo de 1945), conocida como Patricia Conde, es una actriz mexicana. 

## Biografía y carrera
Al terminar sus estudios primarios tomó un curso de ballet en Bellas Artes y más tarde se inscribió en la Academia de Arte Dramático de la Asociación Nacional de Actores (ANDA). 
A finales de 1960, Ismael Rodríguez buscaba una actriz adolescente que interpretara a Jacinta Cárdenas, en la película Los Hermanos Del Hierro, para lo cual convocó a un certamen. Patricia participó y fue seleccionada entre un grupo de más de 50 jóvenes, entre las que se contaban varias actrices profesionales. Antes de iniciarse el rodaje, se pensó en un nombre comercial para ella y fue el cinefotógrafo Rosalío Solano, quien sugirió el nombre artístico con el que se le conoció.[cita requerida]
En 1964, Patricia se casó con Enrique Rodolfo Anda Serrano, y la relación duró catorce años. Tuvieron dos hijos: Patricia y Rodolfo.[cita requerida]

## Filmografía

### Telenovelas
- Lo que la vida me robó (2013-2014) - Prudencia Robledo
- Amores verdaderos (2012-2013) - Profesora Astudillo
- Rosa diamante (2012) - Leticia Sotomayor Vda. de Montenegro
- Amor bravío (2012) - Netty
- Mi pecado (2009) - directora del internado
- Catalina y Sebastián (1999) - "La Kikis"

### Series
- ¡Ay Güey! (2018) - Sra. De la Peña
- La rosa de Guadalupe (2009-2010) - Perla / Arcelia

### Películas
- La otra familia (2011) - Mamá de Luisa
- El pícaro (1967)
- Los chicos de la noche (1965) - Lucía
- La juventud se impone (1964) - Patricia "Pati"
- Los novios de mis hijas (1964) - Kay
- Museo del horror (1964) - Martha
- Canción del alma (1964) - Ana
- La sonrisa de los pobres (1964)
- La edad de la violencia (1964) - Nancy
- Dile que la quiero (1963) - Susana
- Los bravos de California (1963)
- Paloma herida (1963) - Paloma
- En la vieja California (1963)
- Yo, el mujeriego (1963) - Patricia
- Una joven de 16 años (1963) - Elenita
- Mekishiko mushuku (1962) - María Ferrero
- El cielo y la tierra (1962) - Julia
- Cielo rojo (1962)
- Canción de juventud (1962)
- Los hermanos Del Hierro (1961) - Jacinta Cárdenas